# Centro de Arte La Regenta
El Centro de Arte La Regenta,  es un museo de arte contemporáneo de Canarias, España. Se ubica en el barrio de Puerto-Canteras en la ciudad de Las Palmas de Gran Canaria. 

## Historia
La Regenta se sitúa en el edificio de una antigua fábrica de tabacos, cuyo proyecto original es del arquitecto Fernando Delgado y data aproximadamente de los años 1940. El inmueble fue adquirido por el Gobierno de Canarias en la década de los ochenta y rehabilitado para utilizarlo como centro de exposiciones, abriendo sus puertas por primera vez en 1987.
El edificio destaca por su alzado de gran claridad y simplicidad, de cierta cercanía al art déco. Su organización interior se realiza en torno a un gran patio y un sistema de galerías que recuerda las casas patio de la arquitectura tradicional canaria.

## Actividades
Acoge durante todo el año exposiciones itinerantes de artes plásticas y cuenta con un centro de documentación y con talleres pedagógicos.

### Departamento de Educación y Acción Cultural (DEAC)
Este departamento tiene como finalidad acercar el Arte Contemporáneo al público en general y a la población escolar en particular. En su faceta pedagógica colabora con los profesionales de la enseñanza, así, oferta a los centros docentes visitas guiadas y otras actividades extraescolares para despertar en el alumnado la imaginación y estimular la creatividad.

### Espacio de Producción de Artes Visuales
Uno de los objetivos culturales del centro esincentivar la producción artística en Canarias. Con tal fin se han creado unos estudios donde los jóvenes artistas pueden desarrollar su potencial creador, intercambiar experiencias, dar a conocer su obra o colaborar con el centro de arte en la organización de exposiciones.